# Anguera
Anguera is een gemeente in de Braziliaanse deelstaat Bahia. De gemeente telt 9.826 inwoners (schatting 2009).